# Château de Volhac
Le château de Volhac ou la maison forte de Volhac est un château médiéval situé sur la commune de Coubon, dans le département de la Haute-Loire en région Auvergne-Rhône-Alpes.
Les façades et les toitures sont inscrites au titre des monuments historiques par arrêté du 16 novembre 1966.

## Histoire
L'endroit est mentionné depuis 1097. Le bâtiment a été incendié après qu'il a été pris par le duc de Ventadour pendant les guerres de Religion en 1594. De 1594 à 1732, le bâtiment a été détruit. Le château a été pillé en 1790, et au XIXe siècle il a été modifié pour faire des percements et une élévation. L'édifice comporte des constructions typiques semi-fortifiées de la région (murs enduits, les tourelles et les mâchicoulis en hotte).

## Galerie

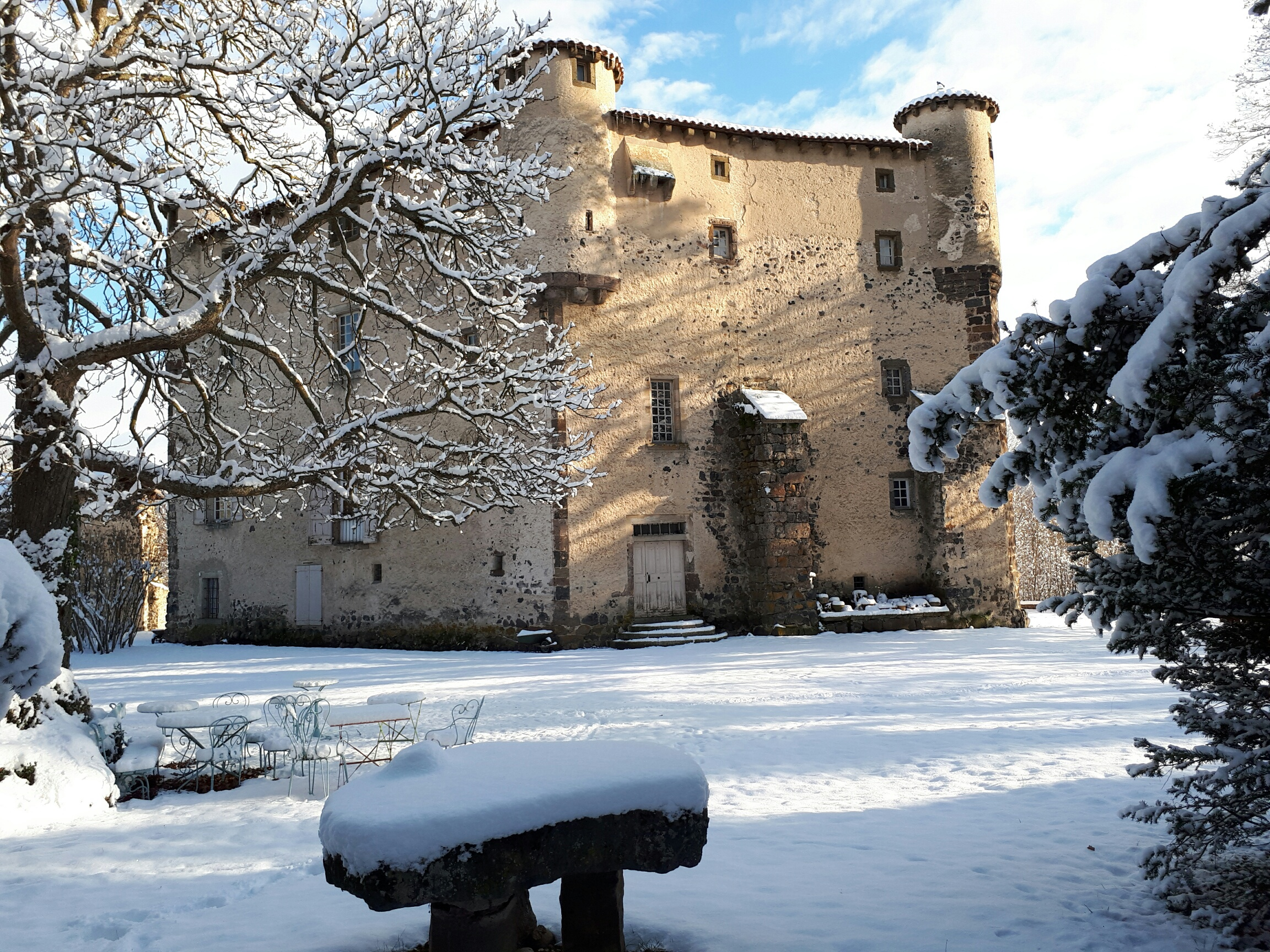
Château de Volhac sous la neige.
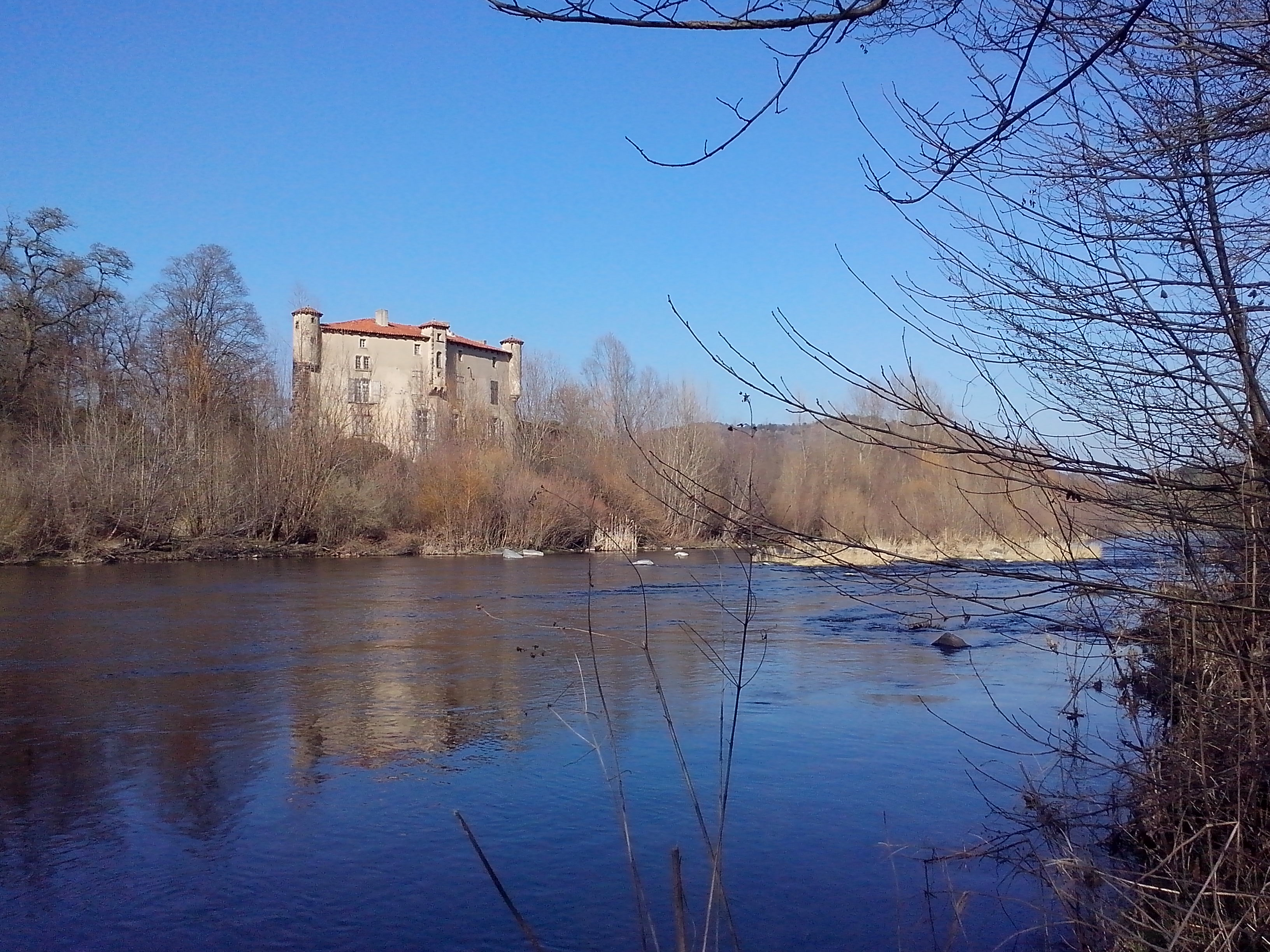
Façade du château de Volhac depuis la Loire.